# Bilad al-Sudan
Bilad al-Sudan (País dels Negres) és el nom que donaven els àrabs a les terres dels pobles negres al sud de les seves conquestes a l'Àfrica del nord i s'estenia des de la mar Roja a l'oceà Atlàntic, en contraposició a Bilad al-Bidan, la terra dels blancs, al nord.
Es pot considerar dividit en dues parts:
- Bilad al-Sudan oriental, format pel Sudan i Sudan del Sud i alguns hi afegeixen el Txad. Inclou el Darfur, Kordofan i les muntanyes Nuba, territoris en litigi, i l'Altiplà d'Ouaddai.
- Bilad al-Sudan occidental, que correspon als moderns estats de Mauritània, Níger, Mali, Burkina Faso i Txad.